# Reino eremita
Reino eremita é um termo aplicado a qualquer país, organização ou sociedade que voluntariamente, seja metaforicamente ou fisicamente, mantenha-se isolada do resto do mundo. A dinastia Joseon da Coreia era frequentemente descrita como um "reino eremita" durante seu último período de existência. O termo ainda é comum em toda a Coreia e é frequentemente utilizado pelos coreanos para descreverem o período histórico pré-moderno dos países.
Atualmente, o termo é frequentemente aplicado à Coreia do Norte na mídia e em 2009 foi usado por Hillary Clinton, então secretária de Estado dos Estados Unidos. Outros países, como o Butão e o Reino do Iêmen também foram descritos como reinos eremitas devido à relutância de seus governos ao diálogo com o mundo exterior. A civilização africana antiga de Axum, agora conhecida como Etiópia, também era identificada pelos europeus como "reino eremita".
O primeiro uso documentado do termo "reino eremita" para se referir a Coreia está no livro de 1882 Corea: The Hermit Nation, de William Elliot Griffis, bem antes da divisão da Coreia.